# Palm City
Palm City es un lugar designado por el censo ubicado en el condado de Martín en el estado estadounidense de Florida. En el Censo de 2010 tenía una población de 23.120 habitantes y una densidad poblacional de 539,74 personas por km².

## Geografía
Palm City se encuentra ubicado en las coordenadas 27°10′37″N 80°17′7″O / 27.17694, -80.28528. Según la Oficina del Censo de los Estados Unidos, Palm City tiene una superficie total de 42.84 km², de la cual 36.02 km² corresponden a tierra firme y (15.9%) 6.81 km² es agua.

## Demografía
Según el censo de 2010, había 23.120 personas residiendo en Palm City. La densidad de población era de 539,74 hab./km². De los 23.120 habitantes, Palm City estaba compuesto por el 95.37% blancos, el 1.07% eran afroamericanos, el 0.13% eran amerindios, el 1.58% eran asiáticos, el 0.03% eran isleños del Pacífico, el 0.56% eran de otras razas y el 1.26% pertenecían a dos o más razas. Del total de la población el 5.37% eran hispanos o latinos de cualquier raza.